# La Guérison des maladies
La Guérison des maladies est un roman de Charles-Ferdinand Ramuz publié en 1917.

## Historique
La Guérison des maladies est un roman de Charles-Ferdinand Ramuz (1878 † 1947), publié en décembre 1917 par les Éditions des Cahiers vaudois.

Après Le Règne de l'esprit malin, Ramuz continue une série de romans où il invente et découvre des mythes   paysans mettant en scène des forces cosmiques, le Bien et le Mal, le jeu entre la vie et la mort. Suivront Les Signes parmi nous (1919), Terre du ciel (1921) et Présence de la mort (1922).

## Résumé
Dans le bourg, au bas des collines et au bord du lac, Marie Grin ne connaît pas le bonheur, un père ivrogne, une mère acariâtre et son amoureux, le Parisien, vient de se suicider...

Marie se transforme en martyre en prenant la souffrance de ceux qui viennent la visiter et en acceptant de porter leurs maux. Ces guérisons miraculeuses déstabilisent la communauté et le père Grin, devenu prophète et organisateur de manifestations, est jeté en prison par les notables. Mme Grin, sur les conseils du syndic, fait emmener Marie à l'hôpital de la ville. Le calme revient...

## Éditions en français
- La Guérison des maladies, publié en trois cahiers daté de décembre 1917 par les Éditions des Cahiers vaudois, à Lausanne.
- La Guérison des maladies, nouvelle version datée de 1924 aux Éditions Grasset, à Paris.
- La Guérison des maladies, datée de 1941 dans le neuvième volume des Œuvres complètes aux Éditions Mermod, à Lausanne.
- La Guérison des maladies, publié aux Éditions Plaisir de Lire, à Lausanne.